# Deichgraf

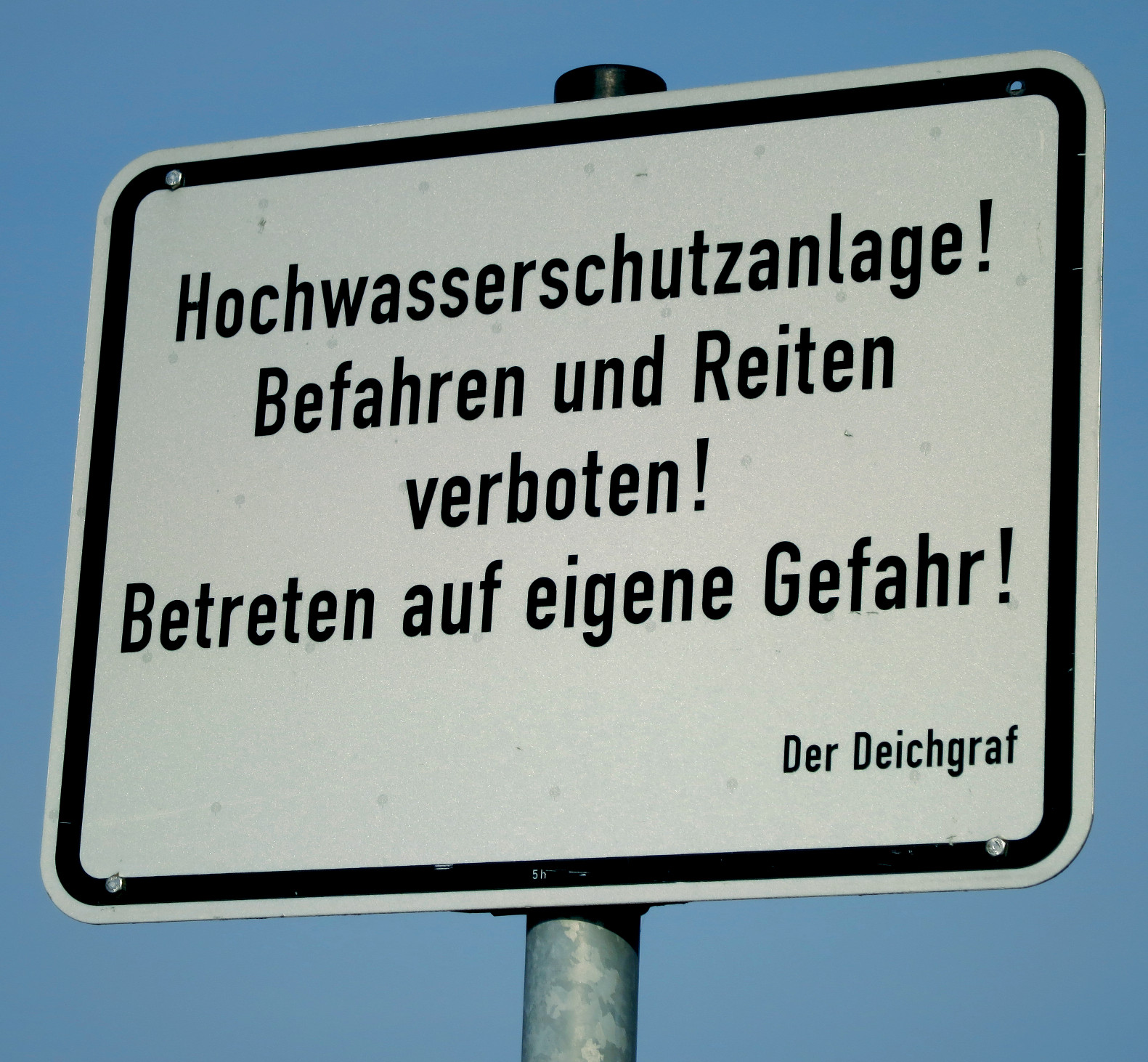
Vom Deichgrafen als Behörde aufgestelltes Schild am Deich

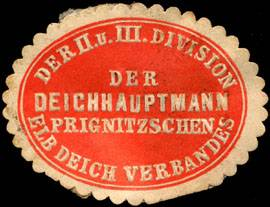
Siegelmarke Der Deichhauptmann Prignitzschen Elbdeich Verbandes der II. und III. Division

Deichgraf oder Deichrichter (auch Deichvogt, Deichgeschworener und Deichhauptmann genannt) ist die Bezeichnung des Vorstehers eines genossenschaftlich organisierten Deichverbandes, der für die Unterhaltung und Anlage der Deiche zuständig ist. Am Niederrhein ist die Form Deichgräf üblich. Manchmal nahmen Strandvögte auch Aufgaben eines Deichgrafen wahr.
Wichtigste Aufgabe dabei ist die Deichschau.
Oberdeichgraf oder Oberdeichrichter war der oberste unter den Deichgrafen einer Provinz, der die Oberaufsicht über das Deichwesen führte und sonst auch Oberdeichinspektor genannt wurde; in Niederdeutschland: Oberdeichgräfe, Oberdeichgrefe.
In den Niederlanden gibt es immer noch den dijkgraaf als Vorsteher einer waterschap, einer Einheit der subnationalen Selbstverwaltung.
Literarisch wurde der Deichgraf in der Person des Hauke Haien in Theodor Storms Novelle Der Schimmelreiter verewigt.